# خواص الخرسانة
تتميز الخرسانة بمقاومة ضغط عالية نسبيًا (لا تتشقق تحت تأثير وزنها الذاتي)، ولكن مقاومتها على الشد أقل بكثير (تتشقق عند الشد). تتغير مقاومة الضغط حسب نسبة الماء إلى الإسمنت أثناء تشكيل الخرسانة، وتزداد مقاومة الشد عند إدراج مواد مضافة، مثل إضافة حديد التسليح، واللذان يشكلان سويةً الخرسانة المسلحة. بمعنى آخر، تتكون الخرسانة من رمل (وهو ركام ناعم)، وحصى (وهو الركام الخشن) والإسمنت (يمكن اعتباره على أنه مادة لاحمة) والماء (وهو مادة مضافة).

## الخرسانة المسلحة
بما أن مقاومة الخرسانة على الضغط عالية نسبيًا، وعلى الشد أقل بكثير. فإن الخرسانة تنهار نتيجة إجهادات الشد (الإجهاد (علم الميكانيك) # دائرة مور) حتى عند تعرضها لحمولات ضاغطة. والحل العملي لذلك هو تسليح العناصر الخرسانية التي تتعرض لإجهادات شادة بمواد مقاومة للشد (غالبًا تكون الفولاذ). تكون مرونة الخرسانة ثابتة نسبيًا عند مستويات إجهاد منخفضة، ولكنها تبدأ بالتناقص عند مستويات إجهاد أعلى مع ظهور شقوق في المادة الرابطة. معامل التمدد الحراري للخرسانة منخفض للغاية، وعند نضج الخرسانة تبدأ بالتقلص. تتشقق جميع المنشآت الخرسانية إلى حد ما بسبب الانكماش والشد. الخرسانة التي تتعرض لقوى طويلة الأمد عرضة للزحف. تتباين كثافة الخرسانة، لكنها بحدود 2400 كيلوغرام لكل متر مكعب (150 رطل / قدم مكعب).
الخرسانة المسلحة هي الشكل الأكثر شيوعًا للخرسانة. غالبًا يكون التسليح عبارة عن قضبان فولاذية (تسليح شبكي، حلزوني، قضبان وأشكال أخرى). وتتوفر الألياف الإنشائية من مواد مختلفة. يمكن أيضًا تشكيل خرسانة مسبقة الإجهاد (تخفيف إجهاد الشد) باستخدام كابلات فولاذية داخلية (أوتار)، ما يسمح بزيادة طول مجازات البلاطات أو الجوائز بشكل أكبر فيما لو كانت مصنوعة من الخرسانة المسلحة وحدها. يمكن أن يكون فحص المنشآت الخرسانية الحالية غير ضار إذا نُفذ باستخدام معدات مثل مطرقة شميدت، التي تستخدم أحيانًا لتقدير نقاط المقاومة النسبية للخرسانة في الموقع.

## نسب الخلط المؤثرة على مقاومة الخرسانة
تتأثر مقاومة الخرسانة القصوى بنسبة الماء إلى الإسمنت، ومكونات الخلطة التصميمية، وطرق الخلط والصب والمعالجة المستخدمة. كل هذه العوامل تؤثر في بعضها البعض، فنسبة الماء إلى الإسمنت المنخفضة تعطي مقاومة أكبر للخرسانة. يمكن أن تؤثر كمية المواد الإسمنتية الكلية (إسمنت بورتلاندي، والخبث، والبوزولان) على المقاومة، وكمية المياه، والانكماش، ومقاومة التآكل والكثافة. تتشقق جميع أنواع الخرسانة بصرف النظر عن مقاومتها على الضغط. في الواقع، يمكن أن تتشقق الخرسانة المكونة من خلطة ذات محتوى عالٍ من الإسمنت البورتلاندي العالي بسهولة بسبب ازدياد معدل الإماهة. مع تحول الخرسانة من حالتها اللدنة، مرورًا بمرحلة الإماهة ثم إلى الحالة الصلبة، تتعرض للانكماش. يمكن أن تحدث شقوق الانكماش اللدنة بعد فترة وجيزة من الصب، ولكن إذا كان معدل التبخر عاليًا، فقد تحدث غالبًا أثناء عمليات التشطيب، على سبيل المثال في الطقس الحار أو في يوم عاصف.
في الخلطات الخرسانية عالية المقاومة (أكبر من 70 ميجا باسكال)، يمكن أن تكون مقاومة السحق للركام عاملًا محددًا لمقاومة الضغط القصوى. في الخرسانة الطرية (أي نسبة الماء إلى الإسمنت عالية) فإن مقاومة السحق ليست كبيرة. القوى الداخلية في الأشكال الشائعة للمنشآت، مثل الأقواس والأقبية والأعمدة والجدران هي قوى ضاغطة في أغلب الأحيان، أما الأرضيات والأرصفة تتعرض لقوى شادة. تستخدم مقاومة الضغط على نطاق واسع لتحديد متطلبات مواصفات الخرسانة ومراقبة الجودة. يعرف المهندسون متطلبات الشد (الانعطاف) المطلوبة ويعبرون عنها من خلال مقاومة الضغط.
ذكر موقع Wired.com في 13 أبريل عام 2007 أن فريقًا من جامعة طهران، يتنافس في مسابقة برعاية المعهد الأمريكي للخرسانة، أظهر عدة كتل من الخرسانة ذات مقاومة ضغط عالية جدًا بين 340 و410 ميجا باسكال (49000 و59000 رطل لكل بوصة مربعة) في عمر 28 يوم. تبين أن الكتل تستخدم خليطًا من الألياف الفولاذية والكوارتز، وهو معدن ذو مقاومة ضغط تبلغ 1100 ميجا باسكال، وهي أعلى بكثير من مقاومة الركام النموذجي عالي المقاومة مثل الجرانيت (100-140 ميجا باسكال أو 15000 - 20000 رطل / بوصة مربعة). يمكن أن تكون مقاومة الخرسانة المكونة من مسحوق تفاعلي، والمعروفة أيضًا بالخرسانة عالية الأداء أقوى، إذ تصل إلى 800 ميجا باسكال (116000 رطل / بوصة مربعة). تنتج من خلال استبعاد الركام كبير الحجم، والتحكم بعناية في حجم الركام الناعم لضمان أفضل تعبئة ممكنة للفراغات، ودمج الألياف الفولاذية (التي تنتج عن طحن الصوف الفولاذي) في المادة الرابطة. تمكِن الاستفادة من غبار السليكا في الخرسانة عالية الأداء باعتباره ركامًا ناعمًا. تتراوح مقاومة الخرسانة عالية الأداء في السوق بين 17-21 ميجا باسكال (2500-3000 رطل).

## مرونة الخرسانة
يرتبط معامل مرونة الخرسانة بمعامل مرونة الركام والإسمنت وكمياتهما النسبية. معامل مرونة الخرسانة ثابت نسبيًا عند مستويات إجهاد منخفضة ولكنه يبدأ بالتناقص عند مستويات إجهاد أعلى مع ظهور شقوق في المادة الرابطة. قد يتراوح معامل المرونة للعجينة المتصلبة بين 10 إلى 30 غيغا باسكال وللركام بين 45 إلى 85 غيغا باسكال. أما للخلطة الخرسانية فيتراوح بين 30 إلى 50 غيغا باسكال.

## الخواص الحرارية للخرسانة

### التمدد والانكماش
تتميز الخرسانة بمعامل تمدد حراري منخفض. ومع ذلك، في حال عدم وجود فاصل للتمدد، يمكن أن تظهر قوى كبيرة جدًا، ما يسبب تشققات في أجزاء من المنشأة غير قادرة على تحمل القوة أو دورات التمدد والانكماش المتكررة. يتراوح معامل التمدد الحراري للإسمنت البورتلاندي من 0.000009 إلى 0.000012 (لكل درجة مئوية) (التشوه النسبي من 8 إلى 12 لكل درجة مئوية).

### الناقلية الحرارية
الناقلية الحرارية للخرسانة معتدلة، وأقل بكثير من ناقلية المعادن، ولكن أعلى بكثير من مواد البناء الأخرى مثل الخشب، الذي يُعتبر عازلًا حراريًا وكهربائيًا ضعيفًا.
تستخدم طبقة من الخرسانة بكثرة «لمقاومة الحريق» في المنشآت الفولاذية. ولكن، مصطلح مقاومة الحريق غير مناسب، لأن الحرائق ذات درجة الحرارة العالية يمكن أن تكون ساخنة بما يكفي لإحداث تغييرات كيميائية في الخرسانة، والتي في الحالات الشديدة يمكن أن تسبب أضرارًا إنشائية كبيرة في الخرسانة.

## تشقق الخرسانة
مع نضوج الخرسانة، تستمر في الانكماش، بسبب التفاعل المستمر الذي يحدث في المادة، على الرغم من أن معدل الانكماش ينخفض بسرعة نسبية ويستمر بالانخفاض بمرور الوقت (لأغراض عملية، لا يفترض أن تنكمش الخرسانة بسبب الإماهة بعد 30 سنة من عمرها). ولمراعاة الانكماش والتمدد النسبي للخرسانة والطوب يتطلب الحذر الدقيق عند ربط عنصرين إنشائيين مع بعضهما.
تتشقق جميع المنشآت الخرسانية إلى حد ما. استخدم روبرت مايلرت، أحد أوائل مصممي الخرسانة المسلحة، الخرسانة المسلحة في عدد من الجسور المقوسة. اعتُبر أول جسر له بسيطًا، مستخدمًا كمية كبيرة من الخرسانة. ثم أدرك أن نسبة كبيرة من الخرسانة متشققة، ولا يمكن اعتبارها بعد ذلك عنصرًا من المنشأة يعمل تحت تأثير الأحمال الضاغطة، ومع ذلك فإن المنشأة تعمل بشكل واضح. ألغت تصاميمه اللاحقة المناطق المتشققة، تاركًا أقواسًا نحيلة جميلة. مثال على ذلك جسر سالجيناتوبل.
تظهر الشقوق الخرسانية الناتجة عن الإجهاد الشد بسبب الانكماش أو الإجهادات التي تتولد أثناء التحضير أو الاستخدام. تُستخدم وسائل مختلفة لمعالجة مشكلة الشقوق. تتألف الخرسانة المسلحة بالألياف من ألياف ناعمة موزعة في جميع نقاط الخلطة أو العناصر المعدنية الكبيرة أو عناصر التسليح الأخرى، للحد من حجم الشقوق وامتدادها. في العديد من المنشآت الكبيرة، توضع فواصل في الخرسانة لصنع شقوق اصطناعية يمكن ضبطها. خزانات المياه والطرق السريعة هي أمثلة على المنشآت الخرسانية التي تتطلب منع الشقوق.